# ウォルター・クレイン
ウォルター・クレイン（Walter Crane, 1845年8月15日 - 1915年3月14日）は、イギリスの芸術家である。絵画、イラストレーション、児童書、陶磁器タイル、その他多くの装飾芸術を制作し、アーツ・アンド・クラフツに深く関わった。

## 前半生と影響

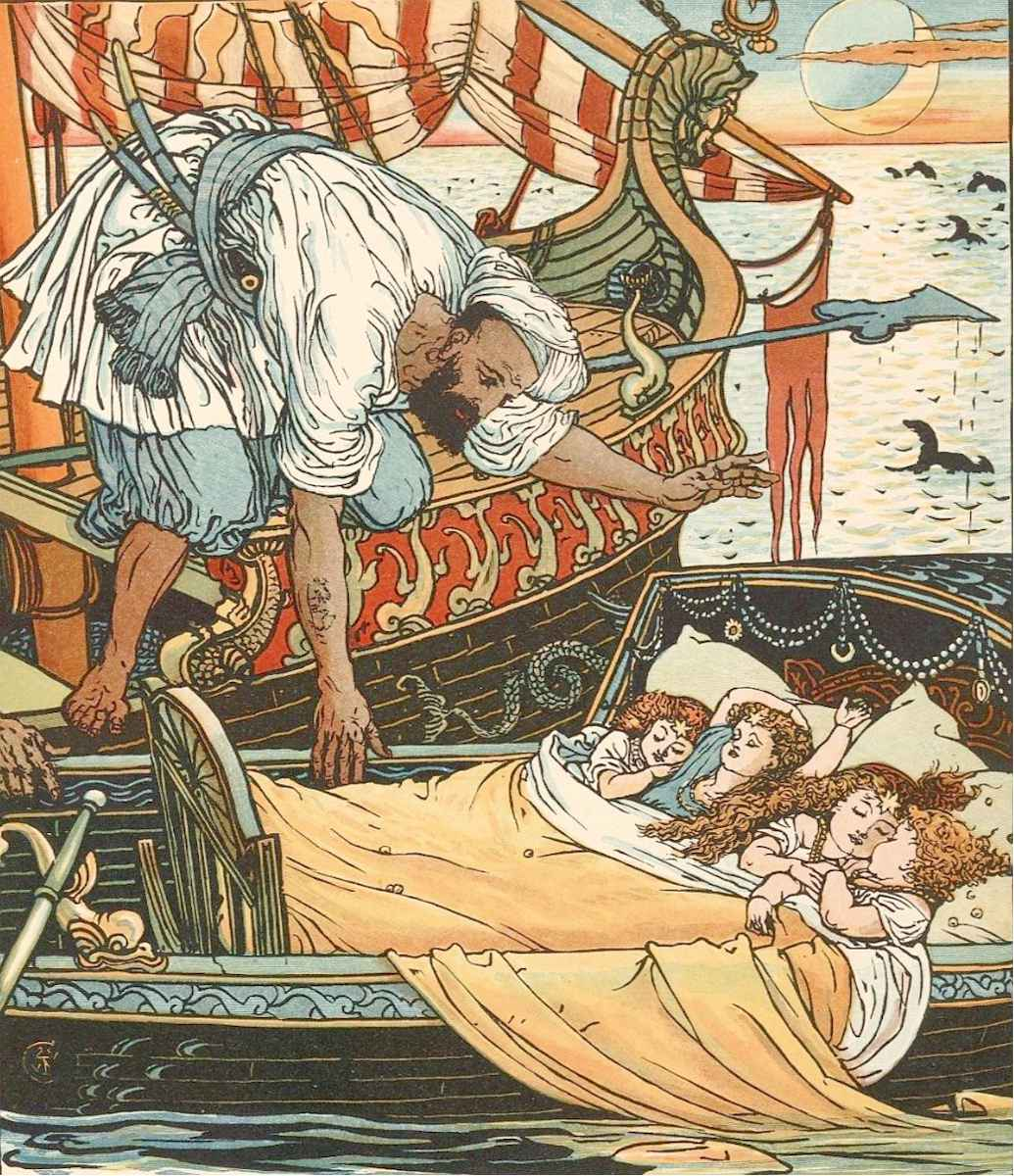
「美しい星の王女」(Princess Belle-Etoile、1834年)

ウォルター・クレインは細密肖像画家のトーマス・クレインの次男としてリヴァプールに生まれた。早くからラファエル前派の影響を受けており、ジョン・ラスキンの信望者であった。13歳の時に著名な彫版師ウィリアム・ジェイムズ・リントンに弟子入りし、3年間工房で働いた。14歳のときにはテニスンの『シャロットの姫』のカラーページを手がけ師の認可を得ている。この工房で彼は同時代のダンテ・ゲイブリエル・ロセッティ、ジョン・エヴァレット・ミレー、ジョン・テニエルや、イタリア・ルネッサンス美術の作品などを彫版し経験を積んだが、より深い影響を受けたのは大英博物館に収蔵されていたエルギン・マーブルであった。また彼は浮世絵を研究し、その技法を子供向けのトイ・ブックス（童謡やおとぎ話を扱った児童向け絵本）に生かし新たな流行を生み出した。

## 絵画とイラストレーション
1864年から1876年にかけて、クレインは彫版師エドマンド・エヴァンズと組んで3色刷りのトイ・ブックスを多数制作し大きな成功を収めた。とくに『カエルの王子さま』（1874年）から始まるシリーズには、画面構成や大胆な平塗りなど、浮世絵の影響が強く現れている。また1876年にはケイト・グリーナウェイやジョン・テニエルらと共同で挿絵本を制作している。

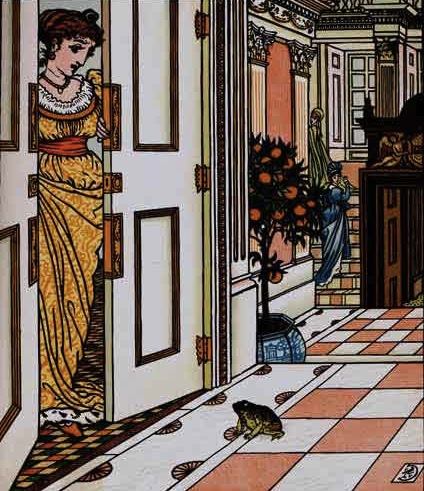
『カエルの王子さま』1874年

挿絵画家としてのクレインは、画面上で文章と絵・装飾とを調和させることに腐心し、『幼子のオペラ』（1877年）『3つのRの物語』（1886年）などの作品はその後の児童向け絵本のデザインの基礎となった。このような挿絵本のうち、友人であるジョン・ワイズの『5月1日：妖精の仮面劇』（1881年）ではグラビア印刷の技術が使われ、クレインの手がけた本の中でもひときわ美しい物となっている。またグリムの『家庭のメルヘン』（1882年）で使用されたガチョウ番の娘の絵は後にウィリアム・モリスがタペストリーに仕上げ、現在はヴィクトリア・アンド・アルバート美術館に収蔵されている。このほかワイルドの『幸福の王子、その他のお話』（1888年）、ホーソーンの『ワンダーブック』（1892年）、スペンサーの『妖精の女王』（1894年-1896年）など、クレインは数多くの挿絵本を手がけた。

## 社会主義運動との関わり
1880年代よりクレインはウィリアム・モリスの影響から社会主義運動に関わり、ともに社会のすべての階層にデザインを浸透させようとした。この観点から彼は織物や壁紙、室内装飾などを手がけることに没頭し、また『ジャスティス』や『コモン・ウィール』などの社会主義者の組織のために長期にわたり漫画を寄稿したほか、美術家同盟（Art Workers Guild）や自身が設立したアーツ・アンド・クラフツ展示協会のために精力的に活動した。
クレインは、「装飾芸術家はできるだけ自然から離れて、自身の経験によって選び抜かれた形態を学ぶべきだ」という考えのもと、レリーフ、タイル、ステンドグラス、陶器、壁紙、織物などで数多くのデザインを手がけた。作品の展示会は1891年にボンド・ストリートで行われたものをはじめ、クレイン自身によってアメリカでも開催され、のちにドイツ、オーストリアおよびスカンジナビアでも催された。また1898年から1899年にかけて刊行された講義録は以後40年の間読まれ続け、当時の芸術家に多大な影響を及ぼした。ジョージ・フレデリック・ワッツによる有名なクレインの肖像画は1893年にノイエ・ギャラリーで展示されている。1904年アルバート・メダル受賞。

## ギャラリー

ネプチューンの馬(キャンバスに油彩、1892年、バイエルン州立絵画コレクション)
「ろばを売りに行く親子」『 イソップ寓話』の児童版『Baby's Own Aesop』より。
ナサニエル・ホーソーン作『ワンダー・ブック』より(1893年版・原書)
森で狼に出会った赤ずきん
『ビーナス誕生』(季刊文芸誌イエロー・ブック第2号7頁、1894年)
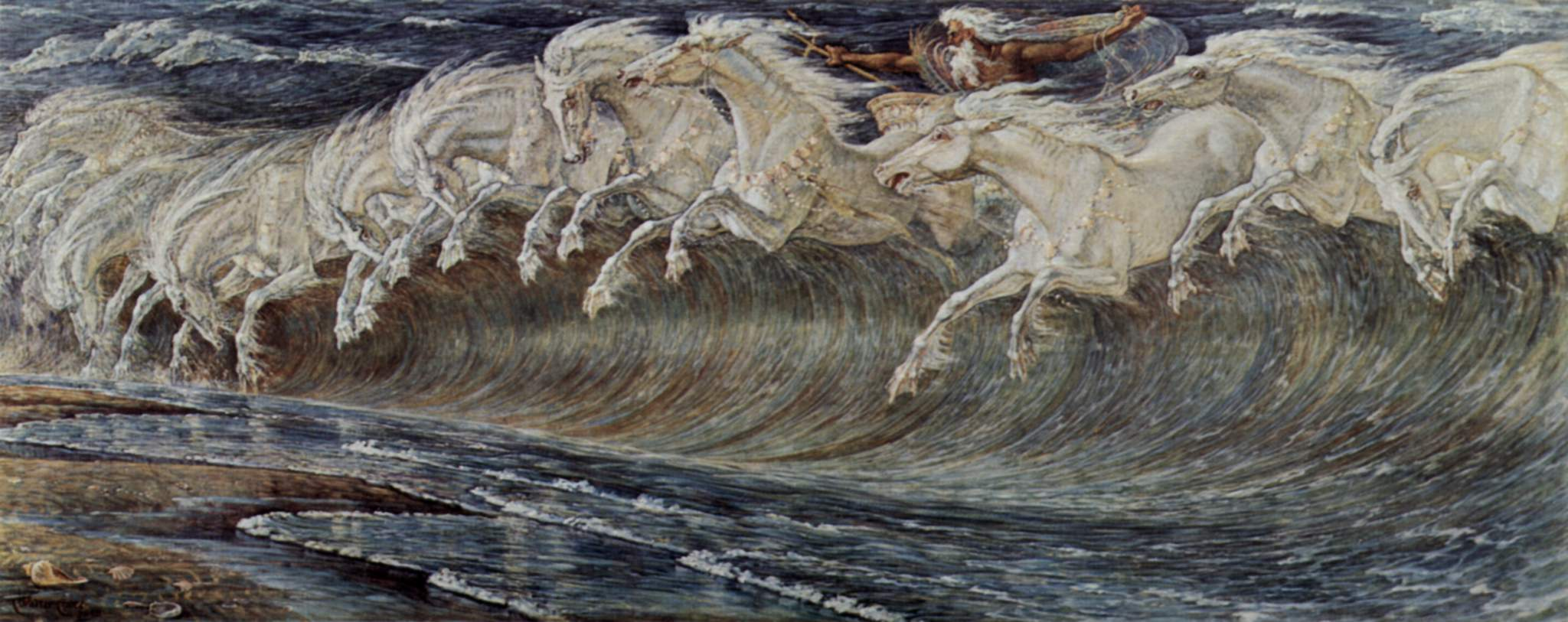
ネプチューンの馬(キャンバスに油彩、1892年、バイエルン州立絵画コレクション)
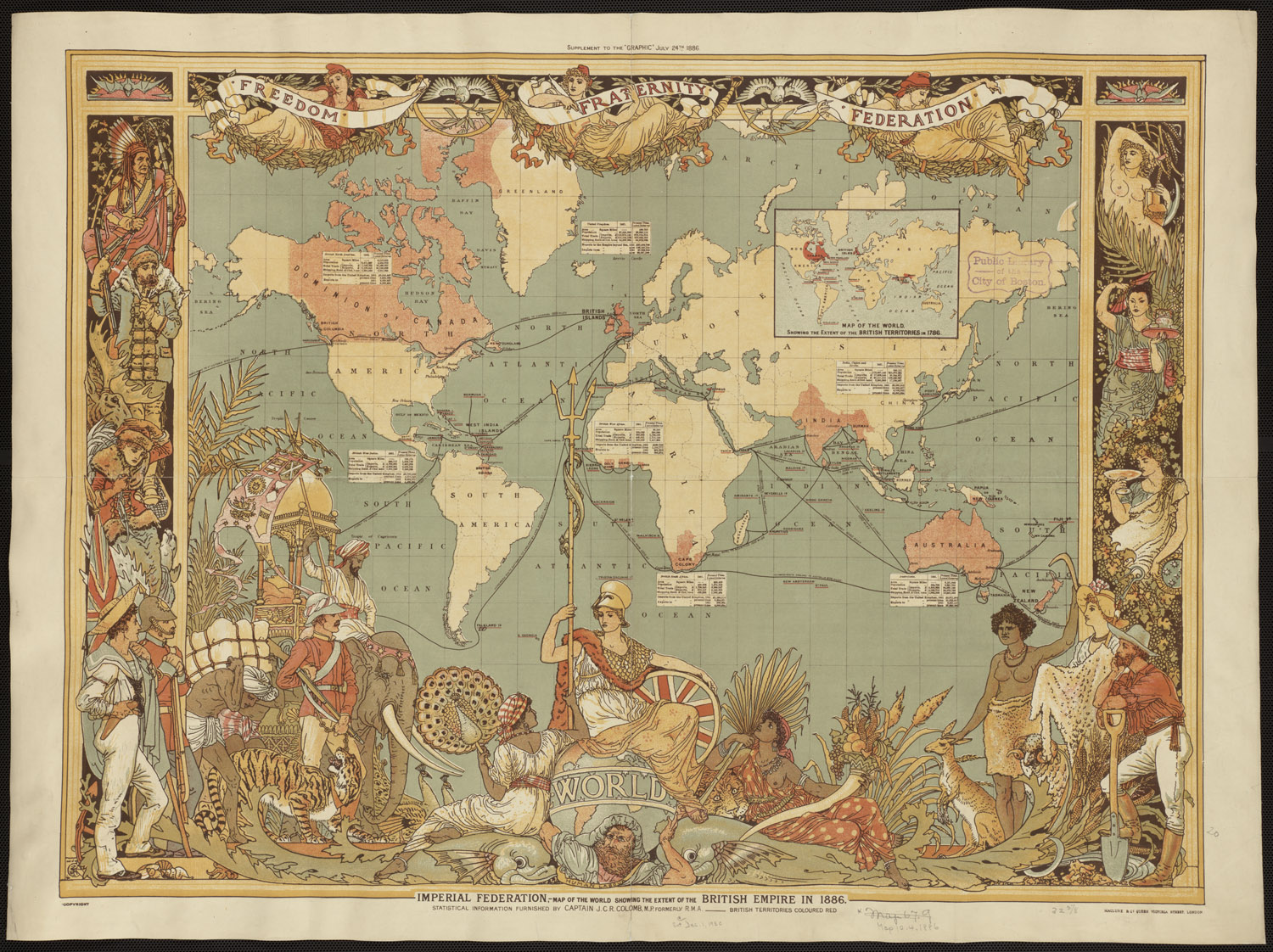
「イギリス帝国地図」『グラフィック』1886年7月24日号付録